# GSA Gallery
GSA Gallery, tidigare Galleri Andersson/Sandström' är ett konstgalleri med fokus på internationell samtidskonst med lokaler i Stockholm och Umeå.
Galleri Andersson/Sandström grundades 1980 i Umeå av Stefan Andersson. 1987 gjordes den första skulpturutställningen, med Bård Breivik. Galleriet hade inga egna lokaler för ett sådant projekt utan hyrde in sig i Folkets Hus i centrala Umeå. Galleriet ägdes av Stefan Andersson tillsammans med Sara Sandström Nilsson fram till 2019. Idag ägs och drivs galleriet av Stefan Andersson. Galleriet fokuserar på internationell samtidskonst och representerar både väletablerade namn och unga framväxande konstnärer. Galleriet har ett särskilt intresse för utomhusskulptur och offentliga uppdrag.
Galleri Andersson/Sandström öppnade sin andra lokal i galleriområdet Stockholm Gallery District i Vasastan i Stockholm 2008. Under sommaren 2012 flyttade galleriet till ett 500 kvadratmeter stort utrymme i samma stadsdel. I augusti 2015 öppnade galleriet ytterligare ett utställningsrum på 135 m² och år 2017 lade de till ett annat 180 m² showroom på Hudiksvallsgatan, vilket gör dem till Sveriges största galleriutrymme.
Sedan 1994 har galleriet samarbetat med fastighetsbolaget Balticgruppen i Umeå för att arrangera en skulpturpark, Umedalens skulpturpark och 2016 inleddes ett pågående projekt tillsammans med Kungliga Djurgårdens Förvaltning där de under sommaren presenterar soloutställningar på Djurgården i Stockholm. Startåret ställdes Tony Cragg ut och år 2017 gick äran till Eva Hild.
Galleriet är beläget på Hudiksvallsgatan 6 i Stockholm och Skolgatan 76 i Umeå.

## Utställningar i urval
- Jan Håfström - 2015, 2016, 2019
- Maria Friberg -2015
- Anette Harboe Flensburg - 2005, 2008, 2010, 2014, 2018, 2022

- Rolf Hanson - 2018
- Eva Hild - 2008, 2016, 2017, 2022
- Jaume Plensa New Works - 2015, 2018, 2021
- Enrique Martinez Celaya A wasted journey, a half-finished blaze - 2014
- Ian McKeever - 2013, 2017
- Louise Borgeouis, Tracey Emin och Rachel Kneebone, LUST FOR LIFE -  2015
- Antony Gormley MEET - 2014
- Lars Nilsson Ghosts - 2014
- Ulf Rollof  Kleptomani - 2014
- Alyson Shotz - 2011, 2015, 2023
- Tony Cragg - 2001, 2006, 2008, 2010, 2013, 2017 [1]
- Louise Bourgeois - 2005, 2009
- Antony Gormley - 2008 [2]
- Sune Jonsson - 2001 [3]